# روجر بي. ويلسون
روجر بي. ويلسون (بالإنجليزية: Roger B. Wilson)‏ هو سياسي أمريكي، ولد في 10 أكتوبر 1948 في مقاطعة بون في الولايات المتحدة. حزبياً، نشط في الحزب الديمقراطي. وقد انتخب عضو مجلس ولاية ميزوري (1980 – 1993) وانتخب حاكم ميسوري ‏ ( – 8 يناير 2001) وانتخب الحاكم العام لولاية ميزوري ‏ (11 يناير 1993 – ).